# Татарски енциклопедичен речник
„Татарски енциклопедичен речник“ (на татарски: Татар энциклопедия сүзлеге, на руски: Татарский энциклопедический словарь) е първото универсално научно-справочно двуезично издание в Република Татарстан в Руската федерация.
Съдържа повече от 20 хиляди статии, посветени на татарите и Татарстан в неговите исторически граници, от древни времена до наши дни. Издаден е от Института на татарската енциклопедия на Академията на науките на Република Татарстан през 1999 г.